# Carrer del Vidre

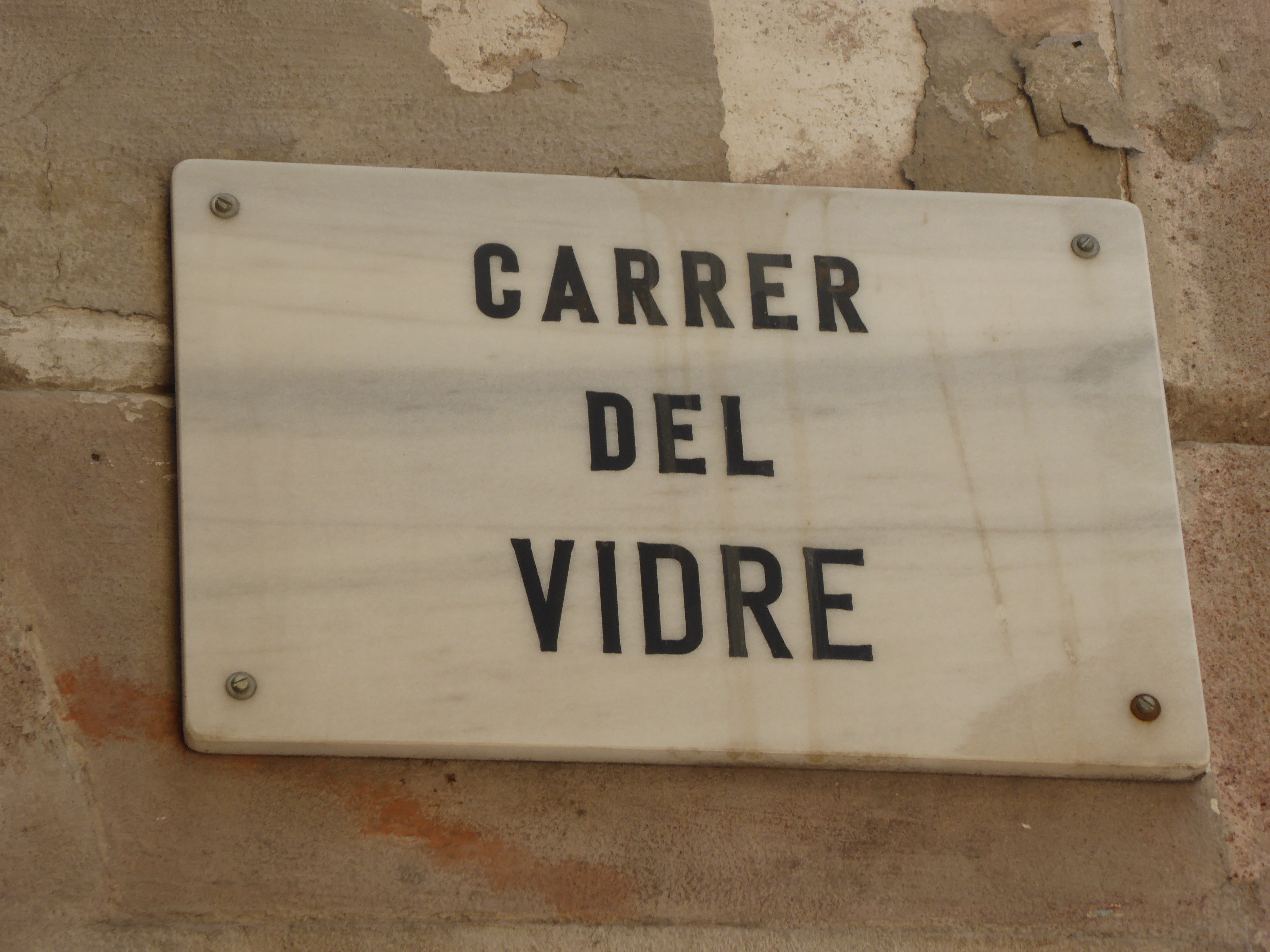
Rètol amb el nom del carrer

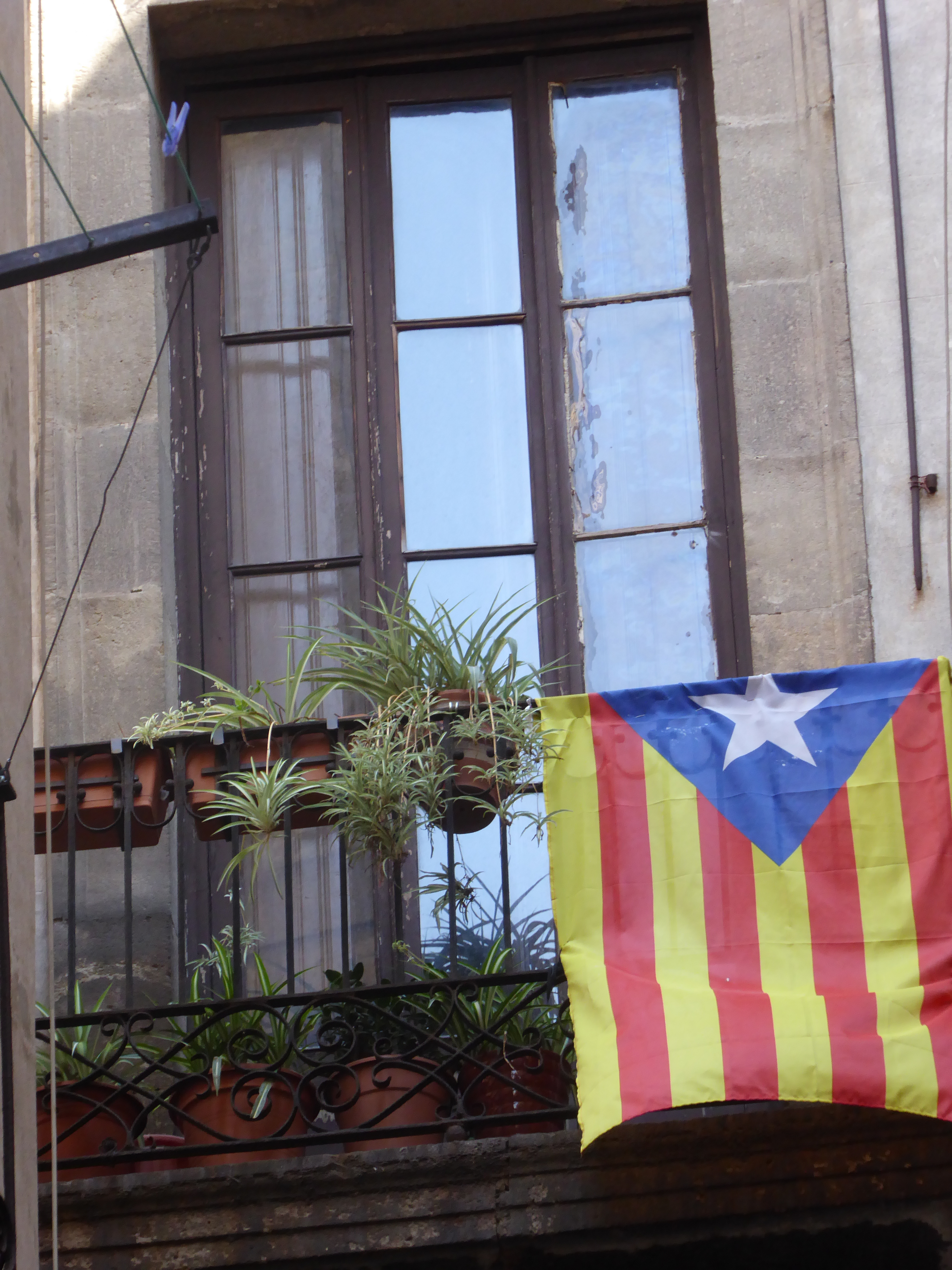
Finestra i balcó del carrer del Vidre

El Carrer del Vidre de Barcelona rep el seu nom perquè antigament s'anomenà Forn del Vidre, per un obrador d'aquest ofici que s'hi establí.

## Història
També hi havia la finca l'Hort del Vidre, que els caputxins del convent del Mont Calvari compraren l'any 1717 a un tal Peguera per construir-hi part del seu convent (encara que tingué una curta durada, ja que el convent s'enderrocà l'any 1748).

## Número 1, Herboristeria del Rei
És un comerç centenari d'herbes remeieres, el més antic de Barcelona. Inicialment es deia Linneana, fins que va ésser nomenat proveïdor de la casa reial espanyola l'any 1858. Una altra teoria és que el nom d'Herboristeria del Rei li vingués donat per la font de marbre del seu interior, la qual està coronada amb un bust que sembla de Carles III, tot i que en realitat és el de Carl von Linné, el científic i naturalista suec del segle xviii, amb una perruca a la moda de l'època.

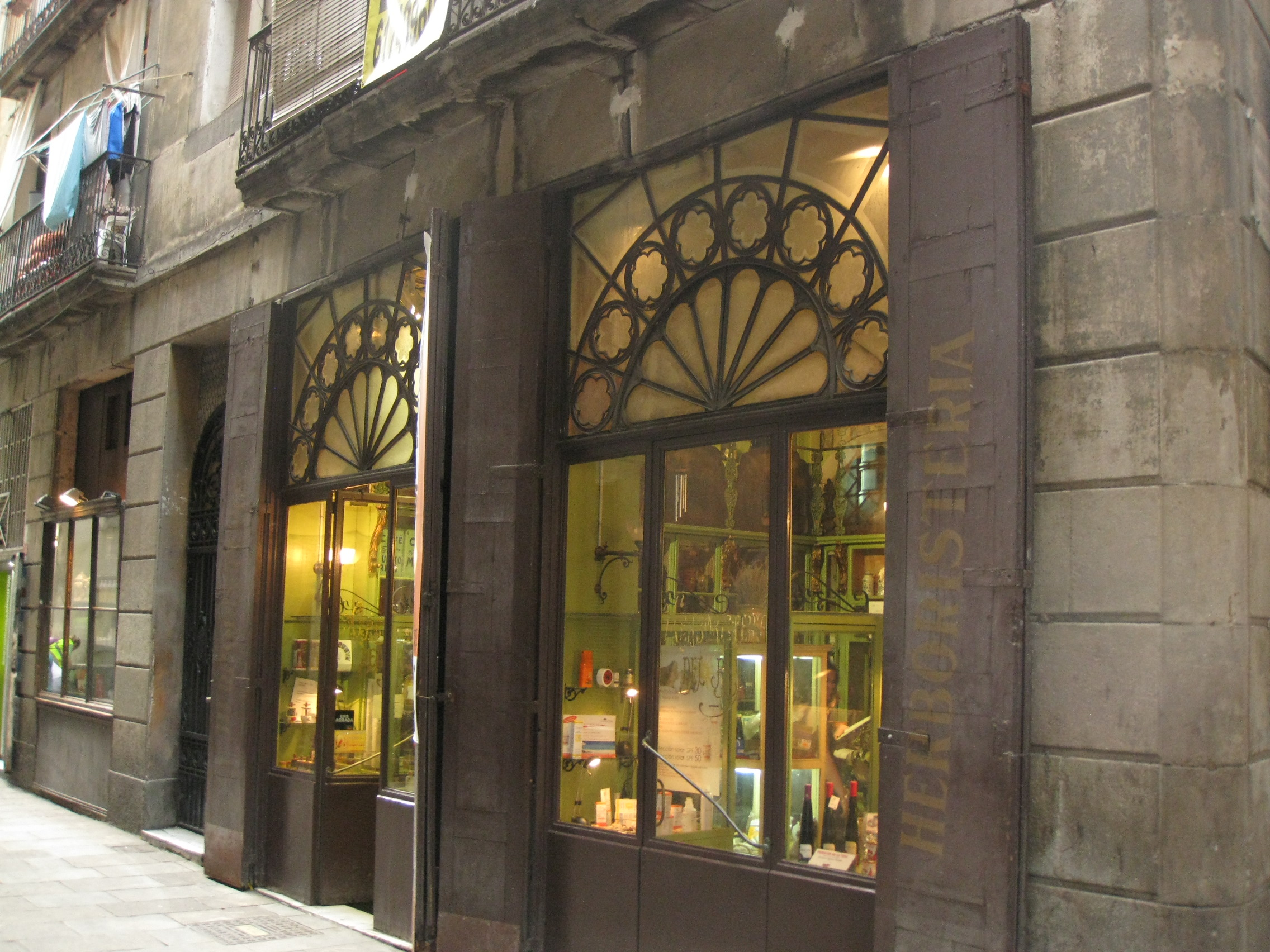
Façana del carrer del Vidre de l'Herboristeria del Rei

A l'interior, hi podem apreciar una galeria superior que fa la volta a la botiga, uns requadres amb flors pintades i elements de foneria. El mobiliari és de color blau cel, i tot plegat té un aire romàntic de principis del segle xix, una mica envellit pel pas dels anys. A l'exterior encara es conserven uns finestrons de fusta amb molt de caràcter.